# Železniční trať Most–Louny–Rakovník
Železniční trať Most–Louny–Rakovník (v jízdním řádu pro cestující označená číslem 126) je jednokolejná regionální trať, která vede z Mostu přes Louny do Rakovníka. Na trati se nachází jeden tunel (tunel Džbán v úseku Domoušice–Mutějovice). Maximální rychlost je v úseku Rakovník–Hřivice 90 km/h, Hřivice – Louny předměstí 70 km/h, Louny předměstí – Louny 60 km/h a Louny–Most 80 km/h. Dopravcem pravidelných osobních vlaků z Mostu do Rakovníka je od konce roku 2019 Die Länderbahn CZ.
Při převzetí funkce provozovatele Správou železniční dopravní cesty v roce 2008 a ještě podle Prohlášení o dráze pro jízdní řád 2016 byly úseky této dráhy součástí celostátní dráhy. V roce 2017 byly již deklarovány jako dráhy regionální.

## Historie
Provoz v úseku trati Rakovník–Louny byl zahájen 23. září 1904, v úseky Louny předměstí – Louny 16. září 1895 a v úseku Louny–Most 21. listopadu 1872.
Dne 17. května 2019 vykolejil mezi Hřivicemi a Domoušicemi nákladní vlak, který vezl kolejnice z opravovaného úseku Domoušice–Rakovník. Vykolejené vagóny poškodily železniční svršek v úseku dlouhém několik kilometrů, a způsobily tak škodu ve výši pět miliónů korun.
Od prosince 2019 převzala vozbu pravidelných osobních vlaků mezi Mostem a Rakovníkem společnost Die Länderbahn CZ, Ústecký kraj ji vybral na základě tržních konzultací, smlouva je na deset let. Die Länderbahn nasazuje na osobní vlaky německé jednotky řady 654 RegioSprinter.

## Stanice a zastávky

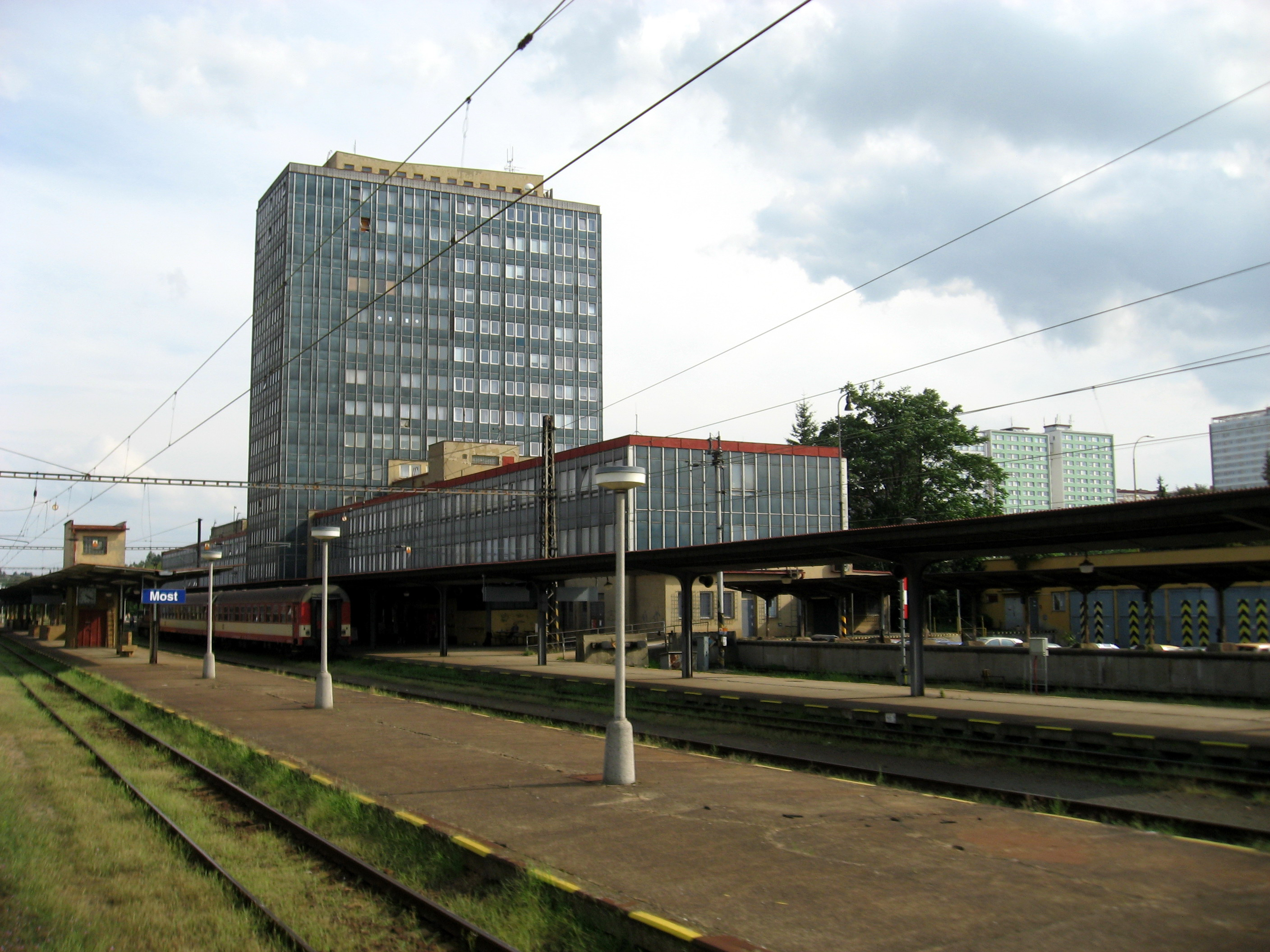
Most
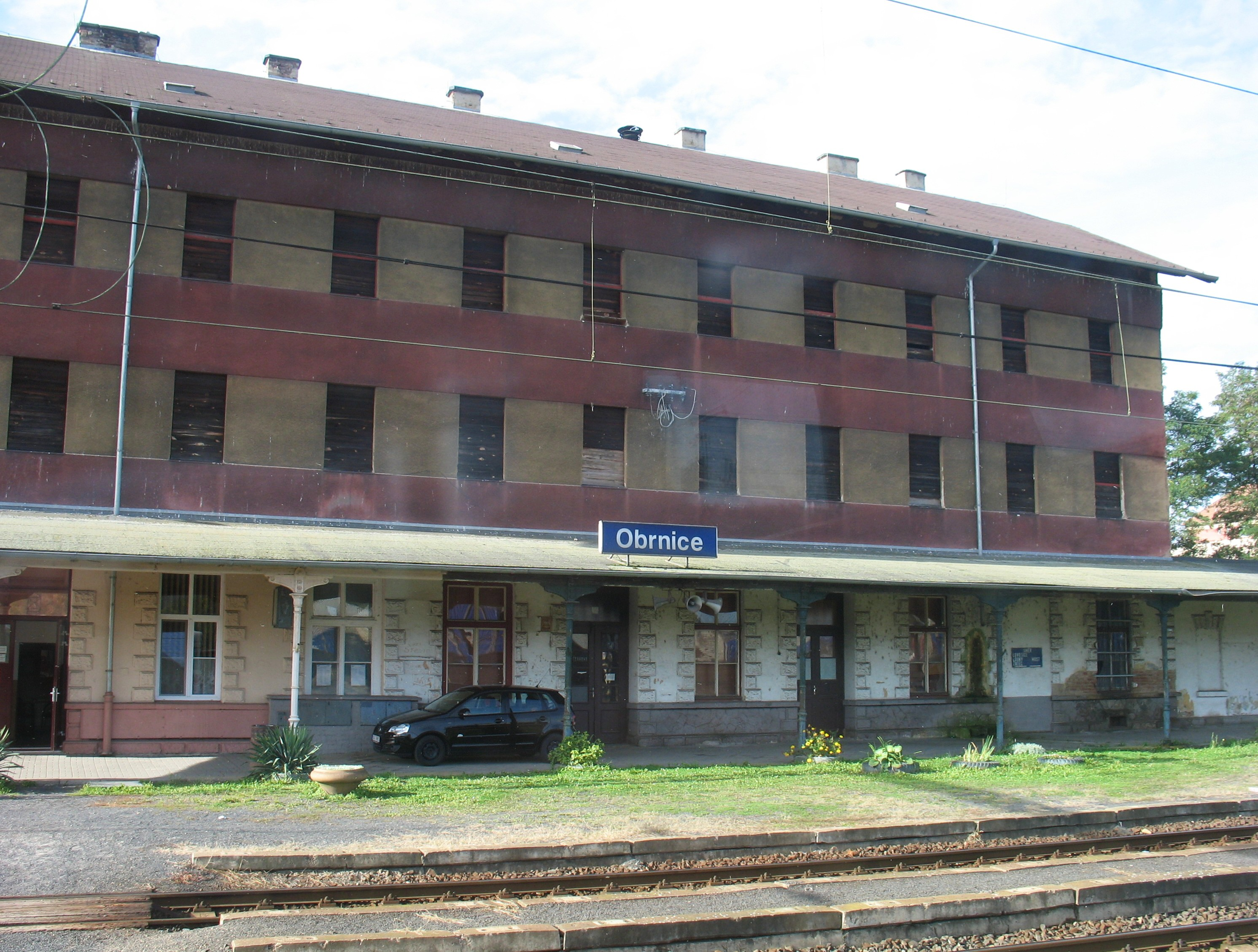
Obrnice
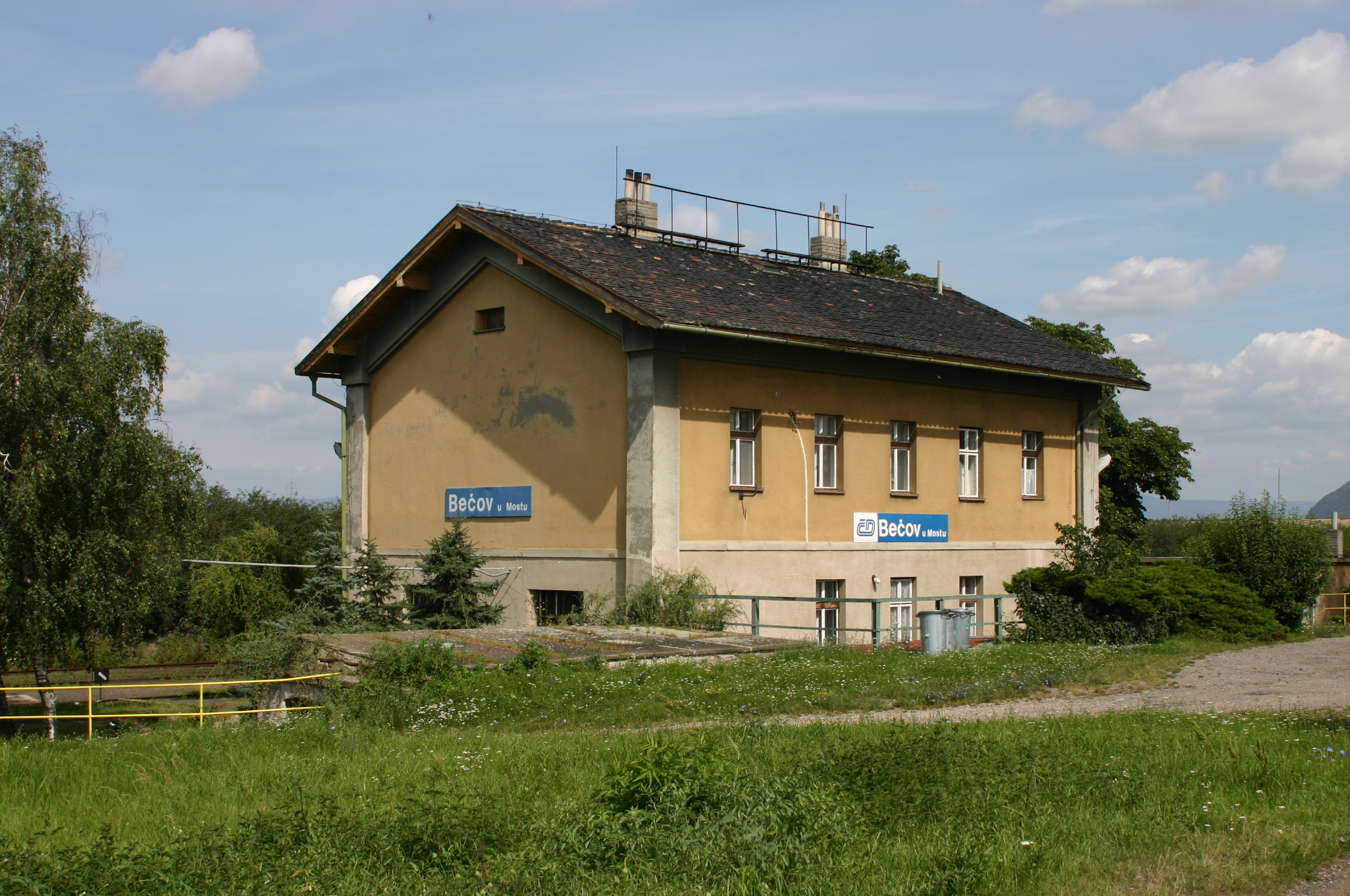
Bečov u Mostu
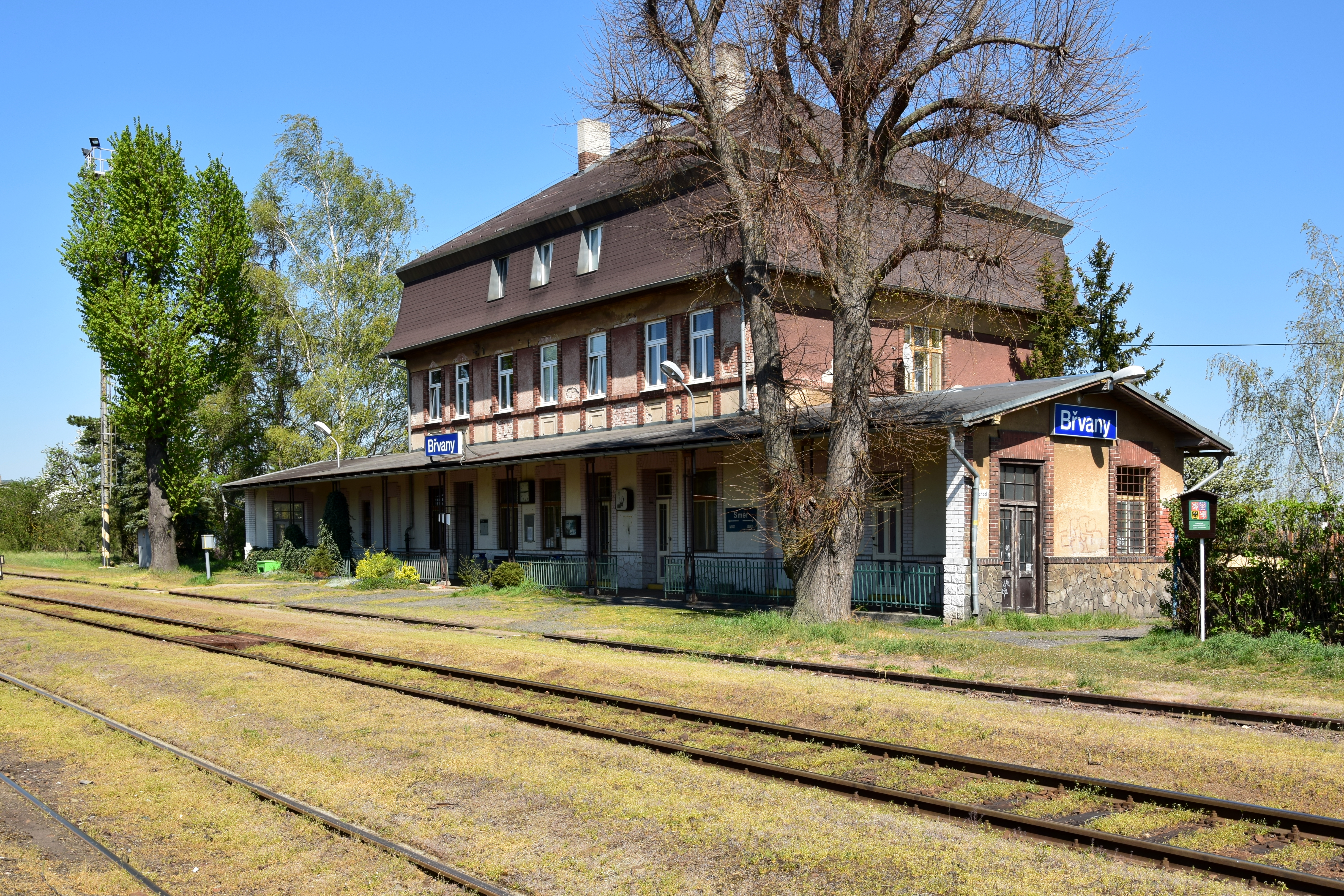
Břvany
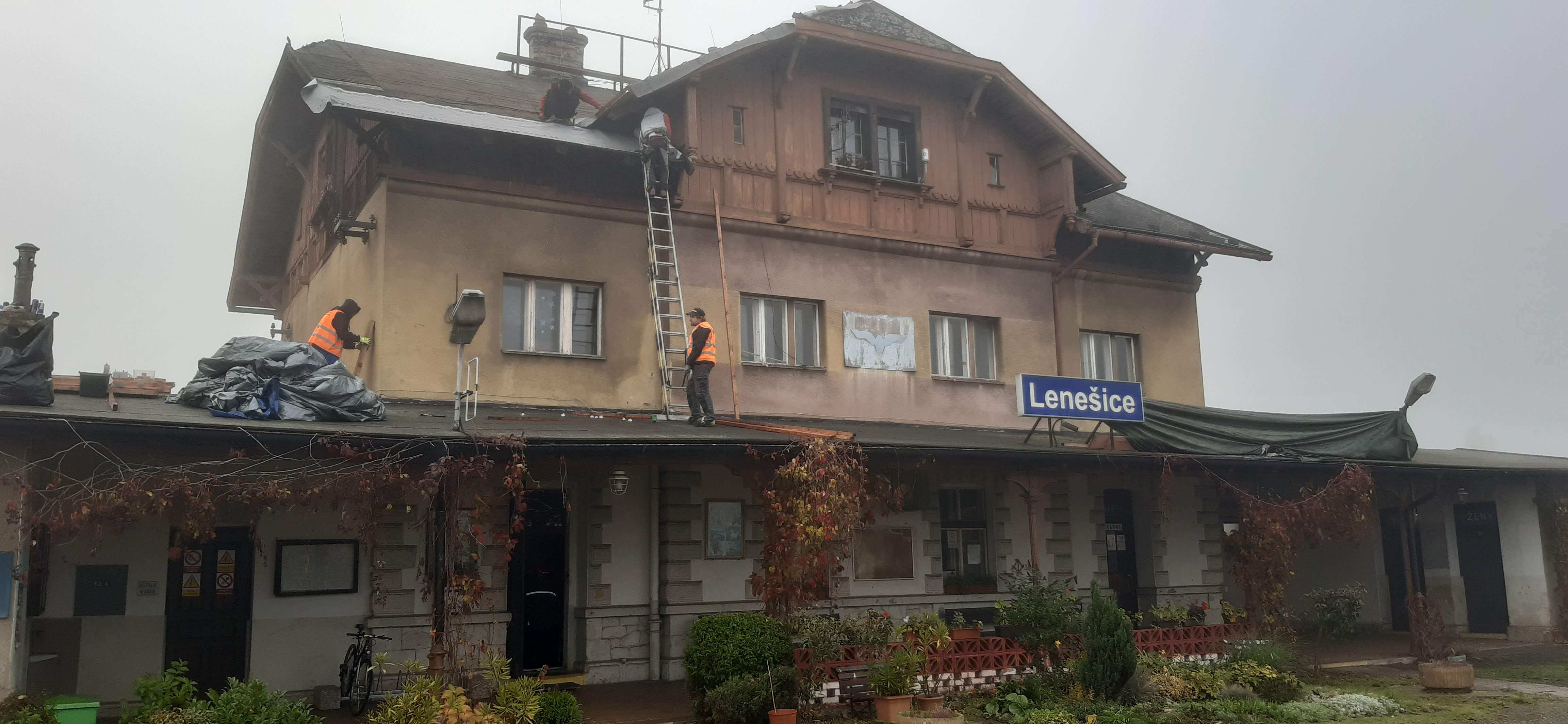
Lenešice
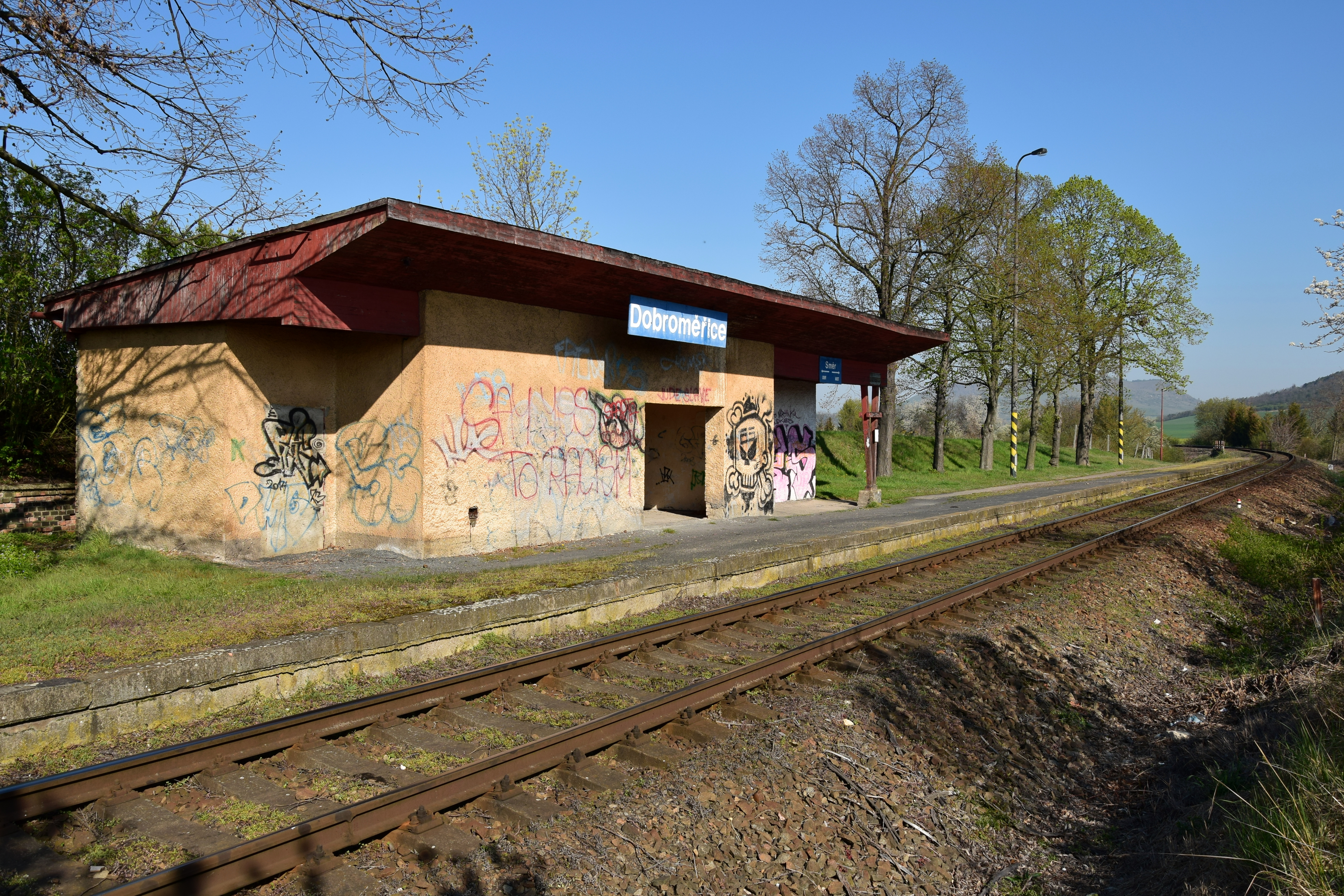
Dobroměřice
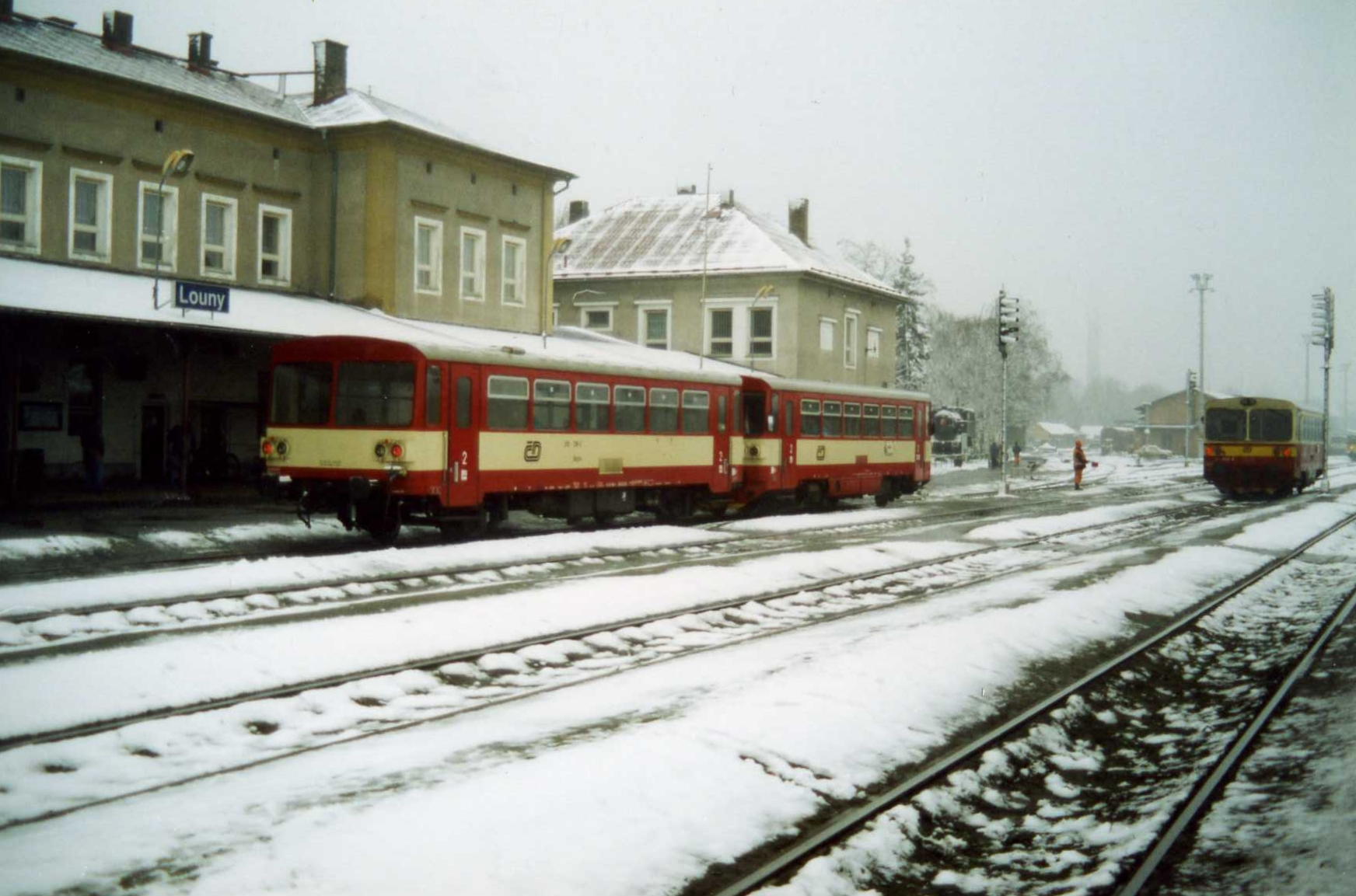
Louny
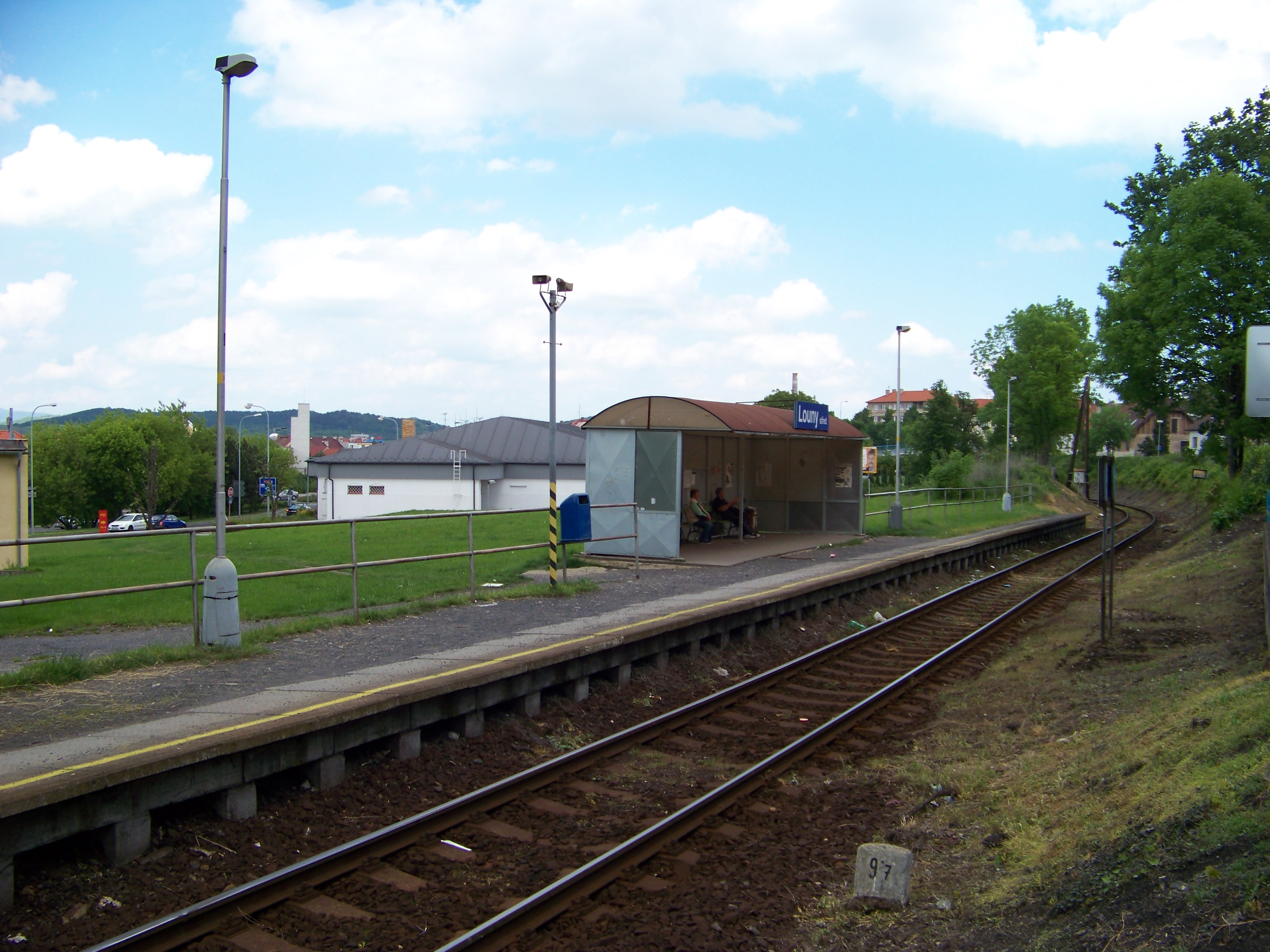
Louny střed
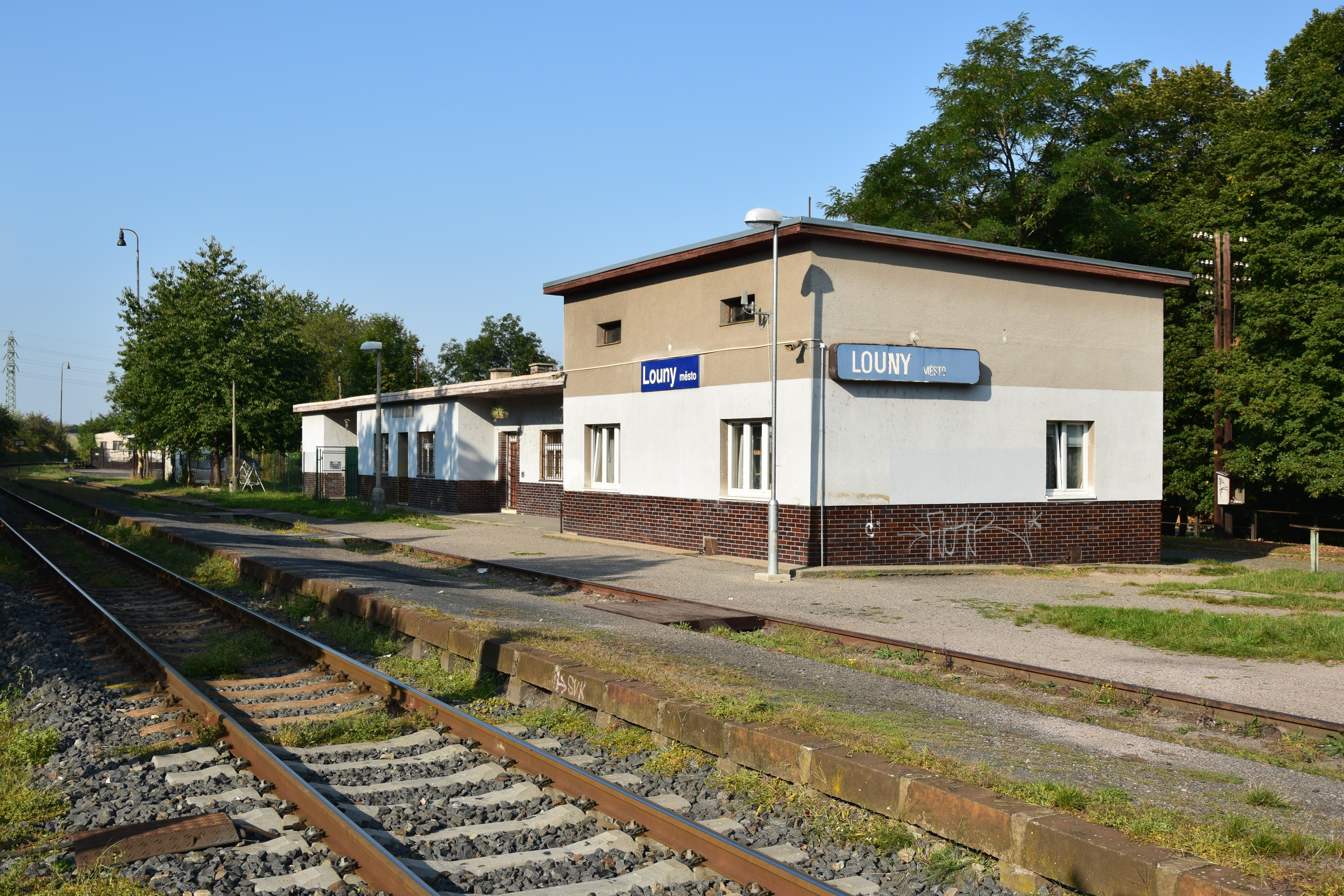
Louny město
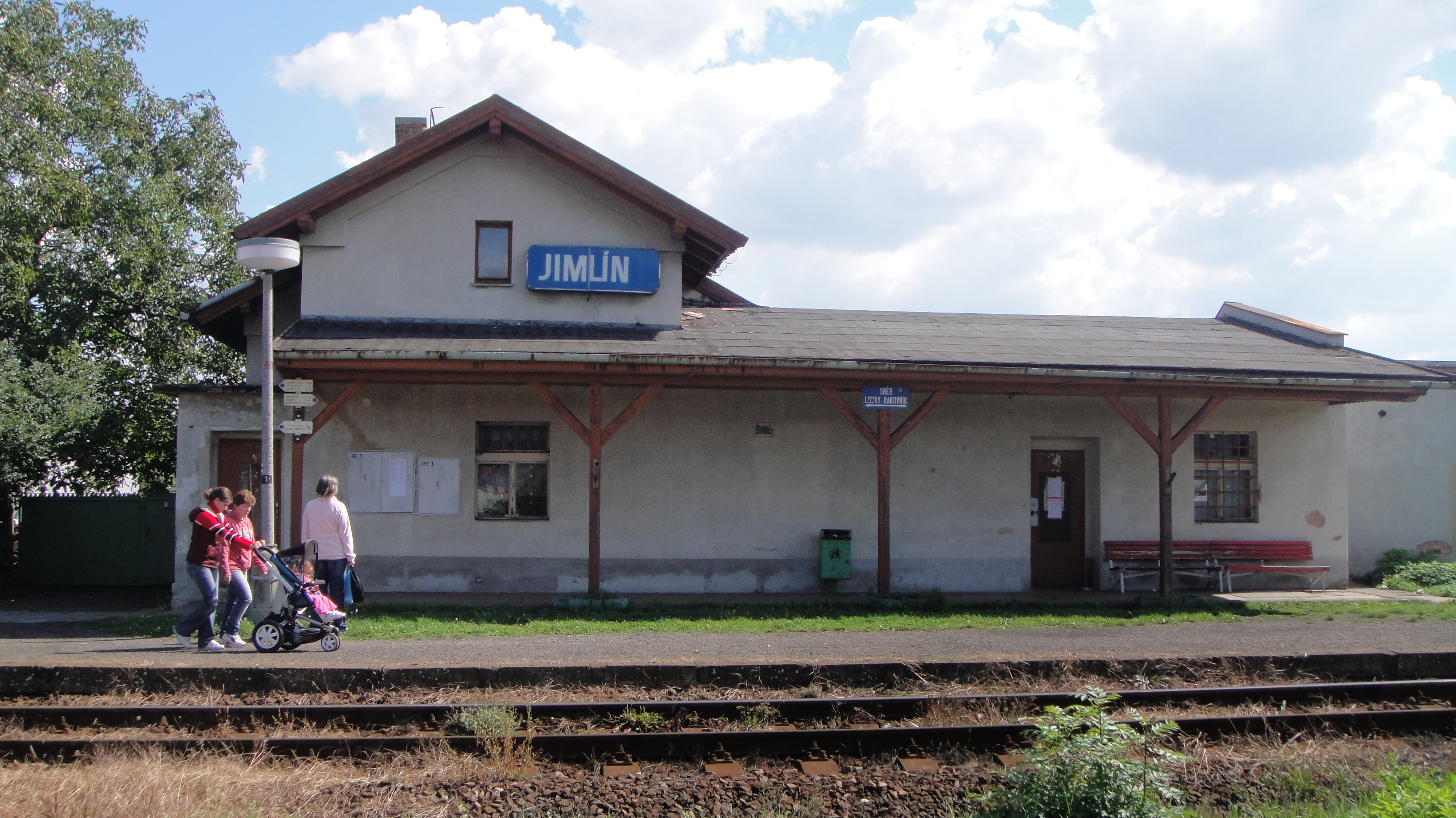
Jimlín
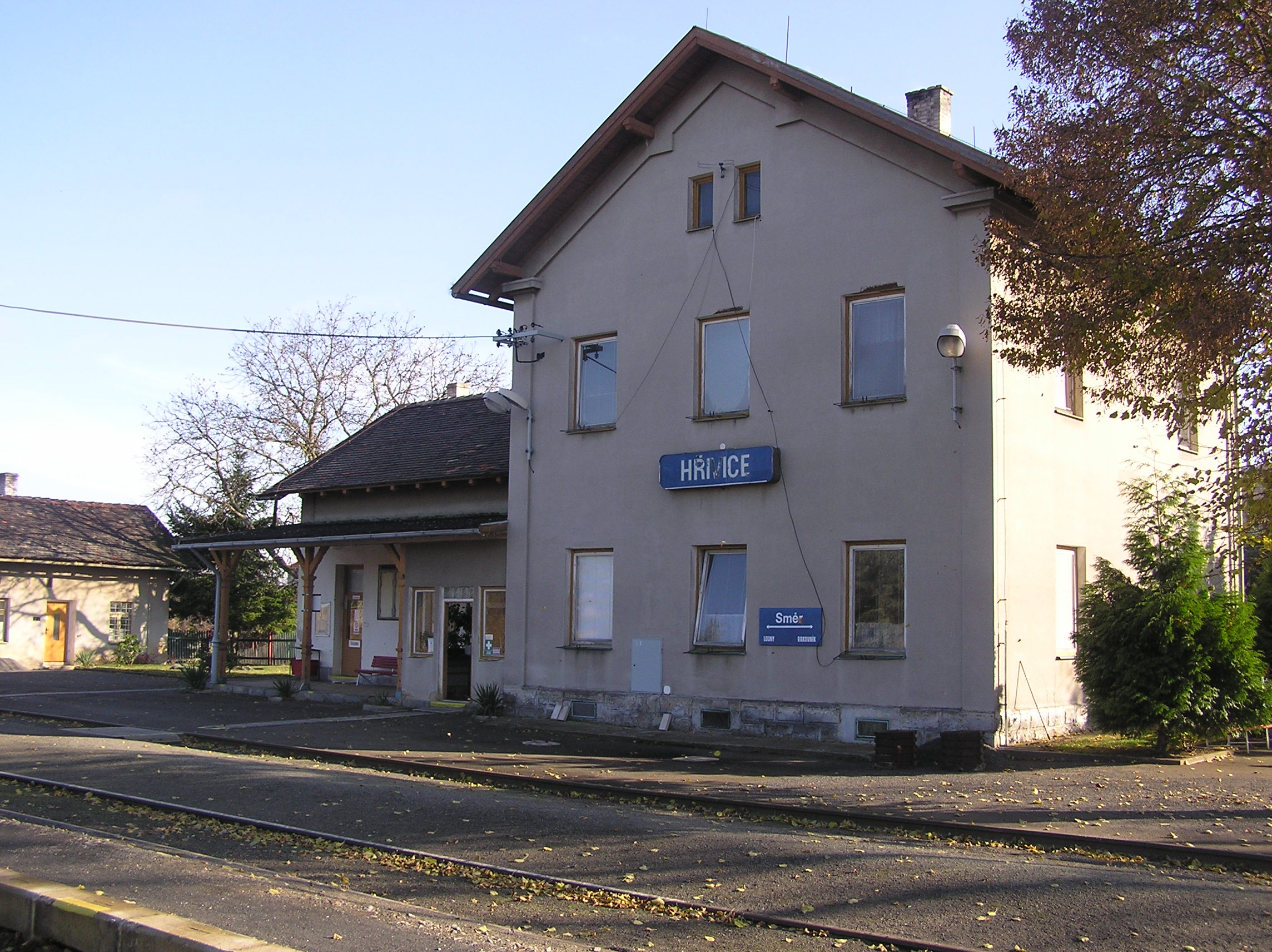
Hřivice
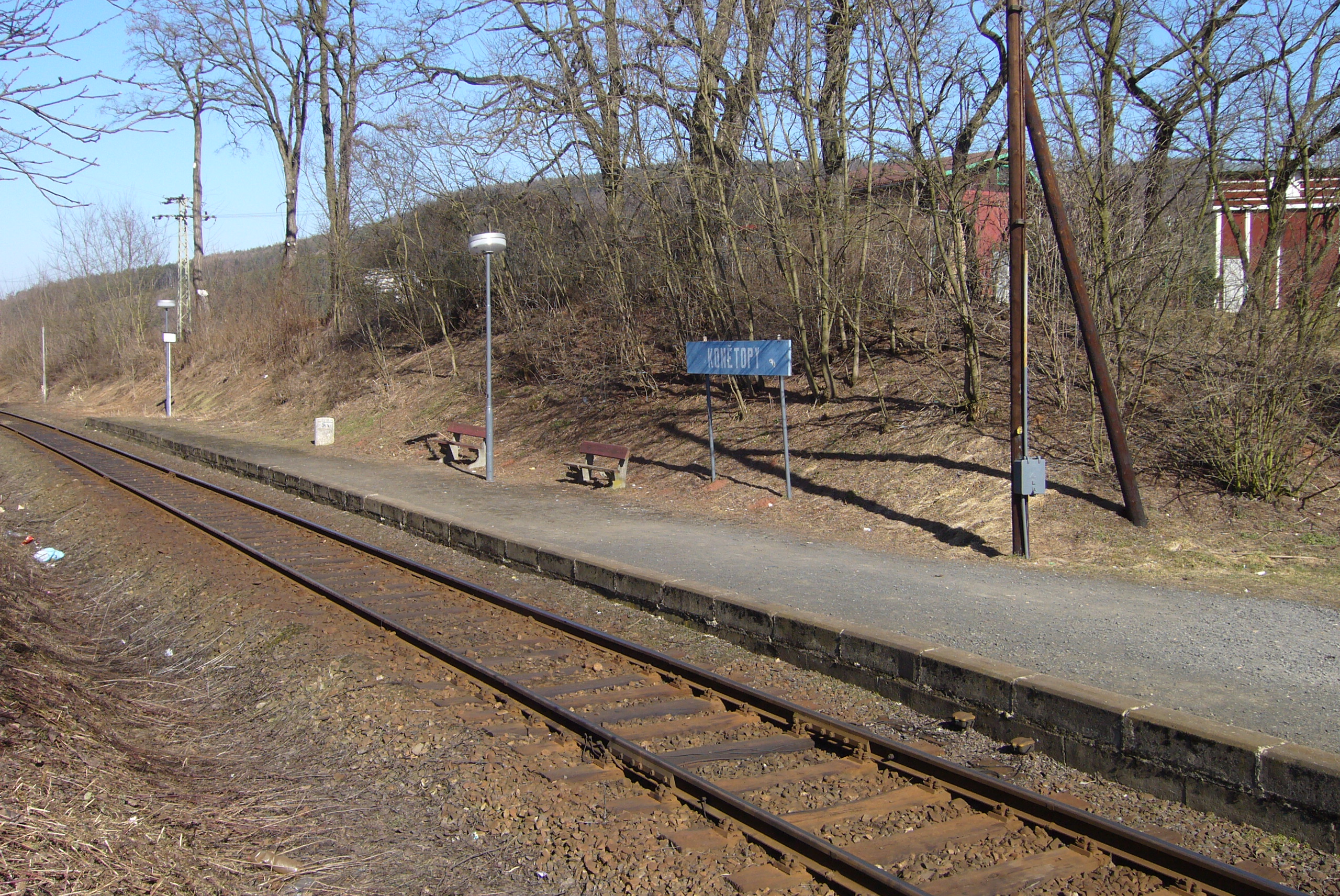
Konětopy
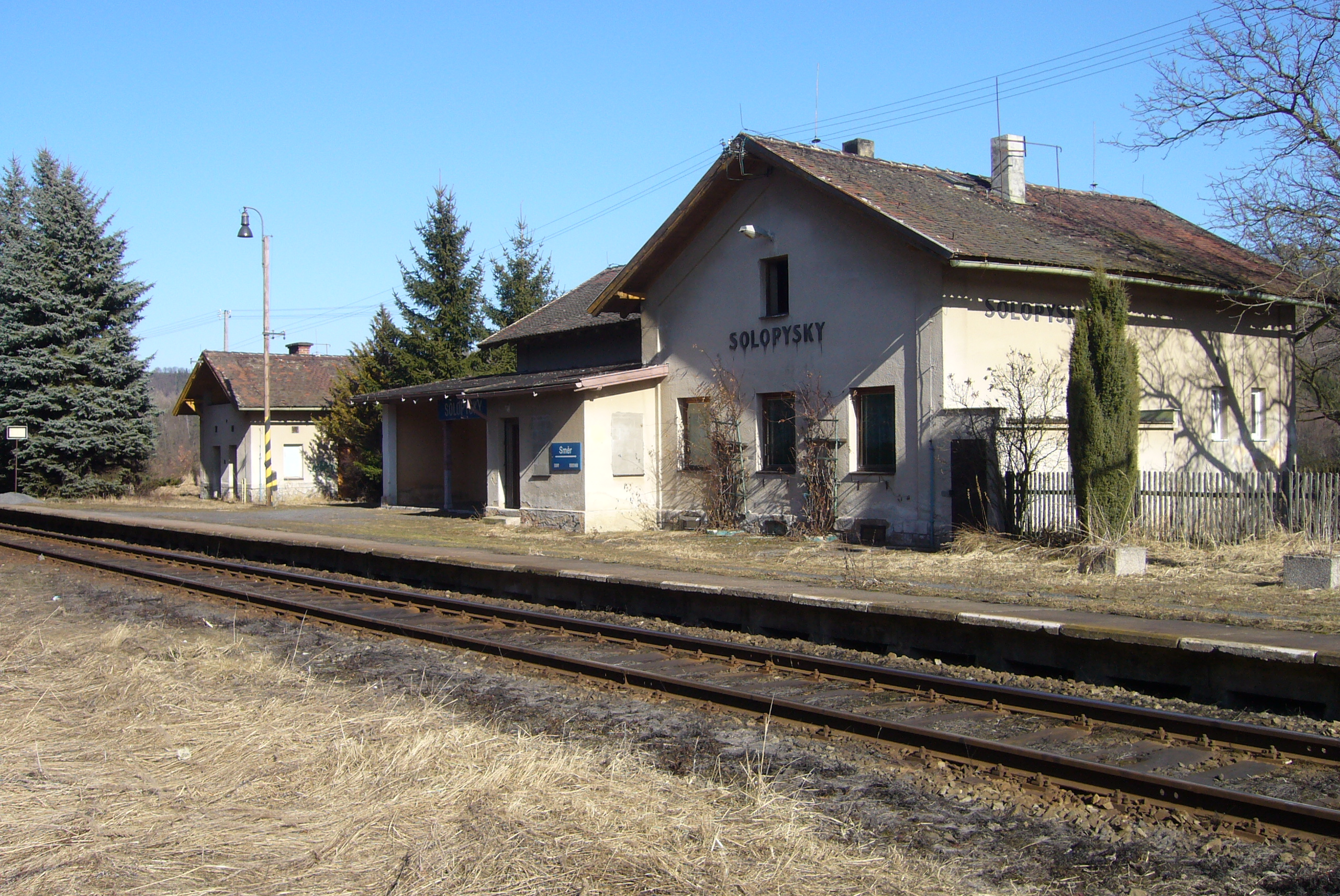
Solopysky
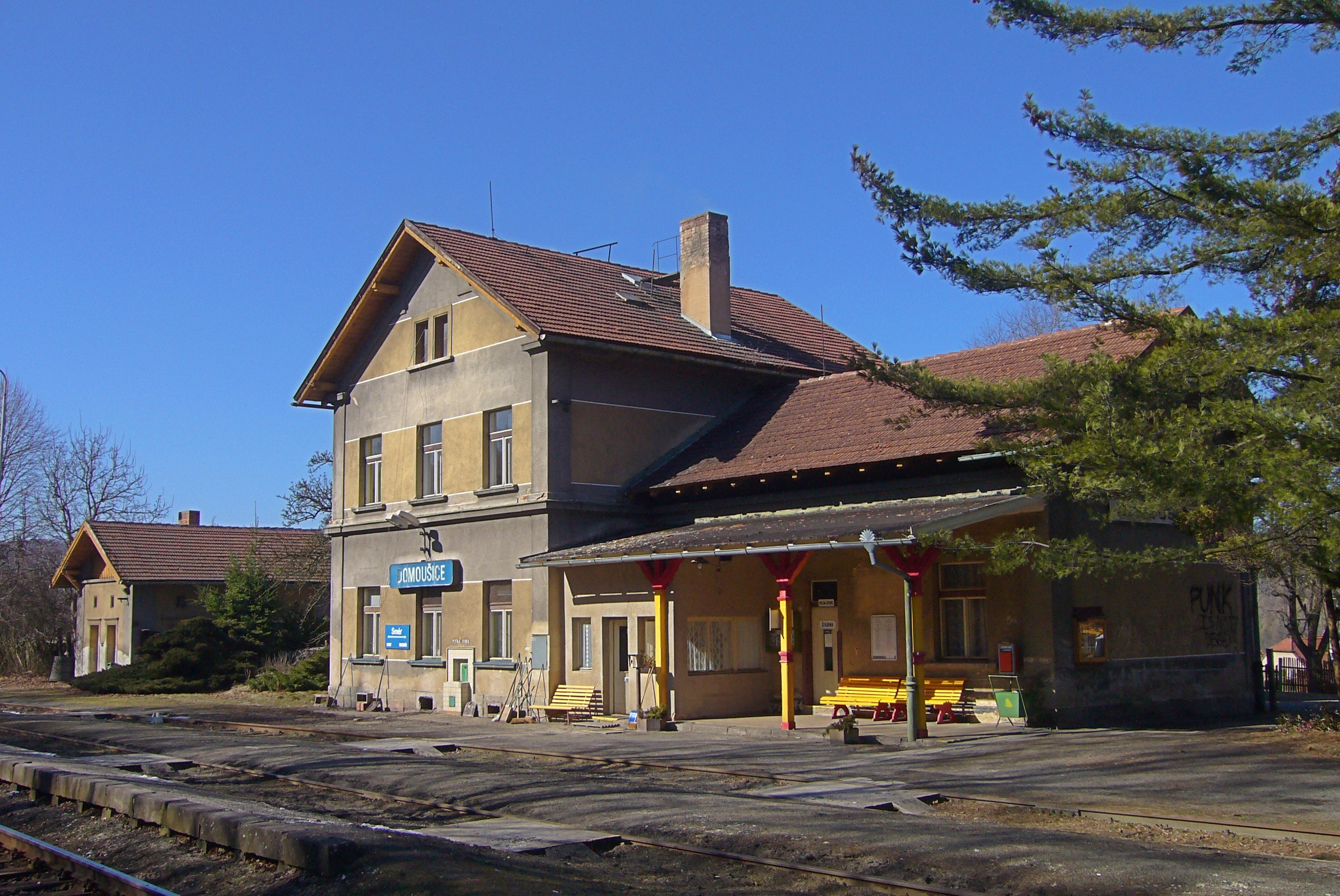
Domoušice
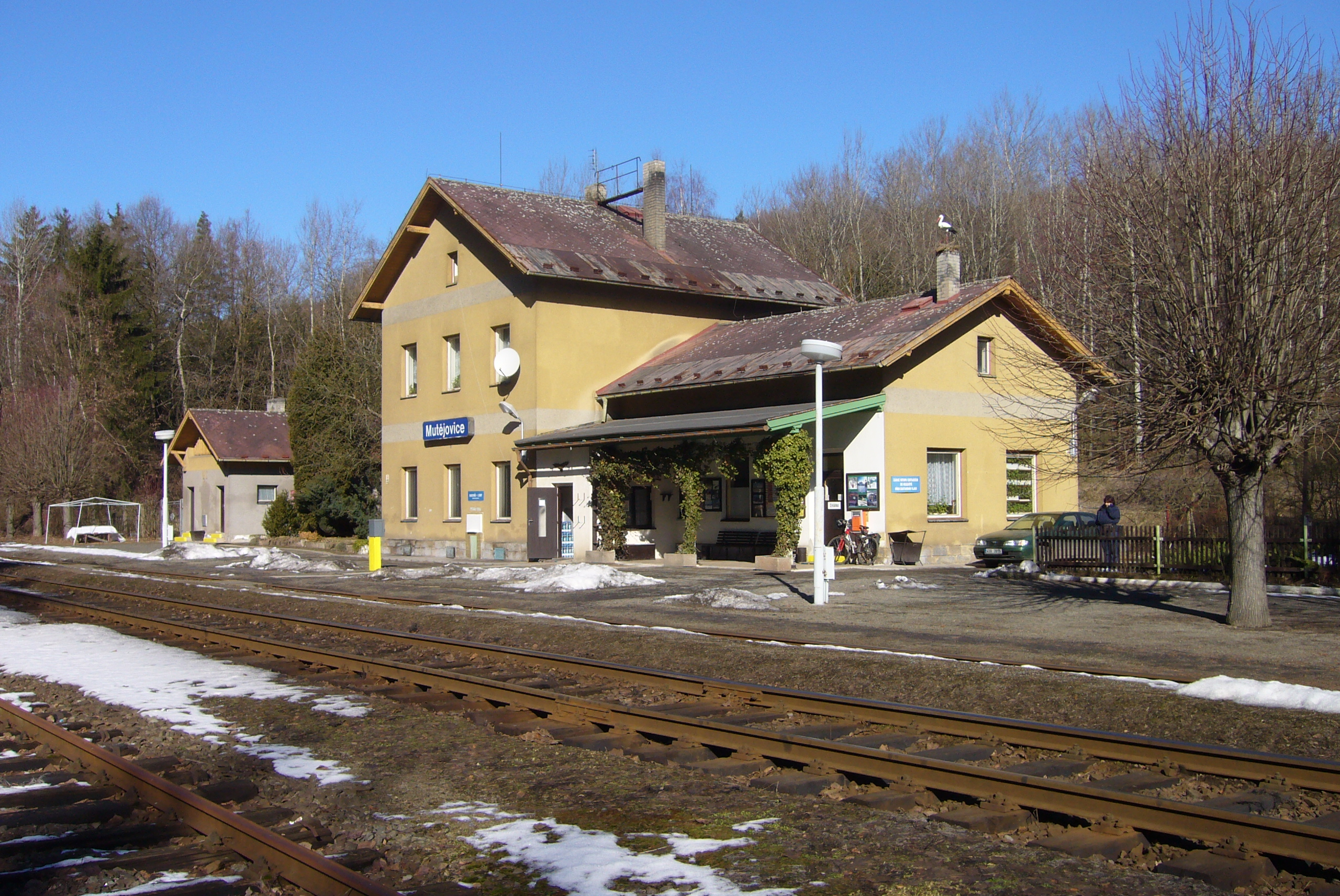
Mutějovice
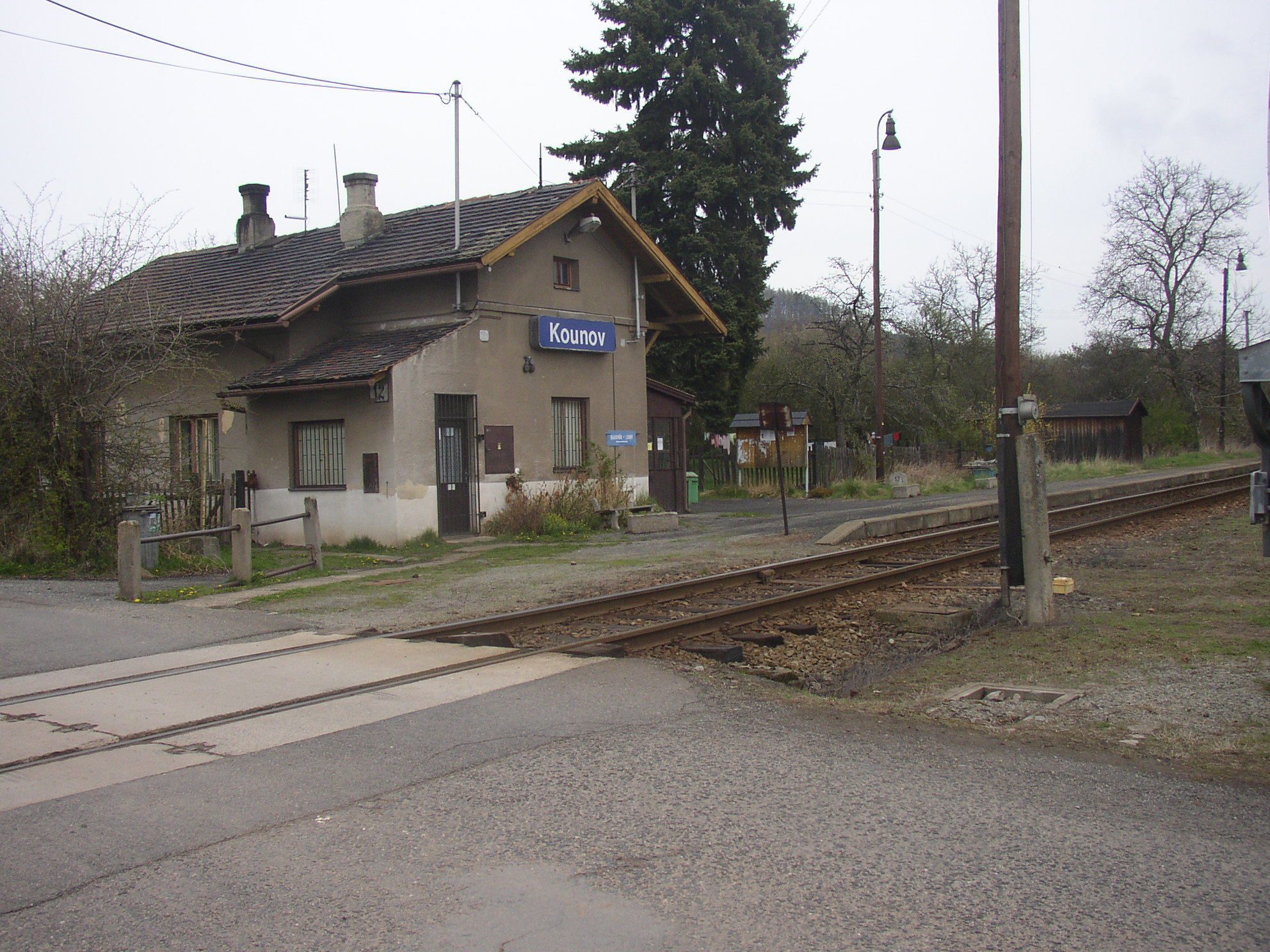
Kounov
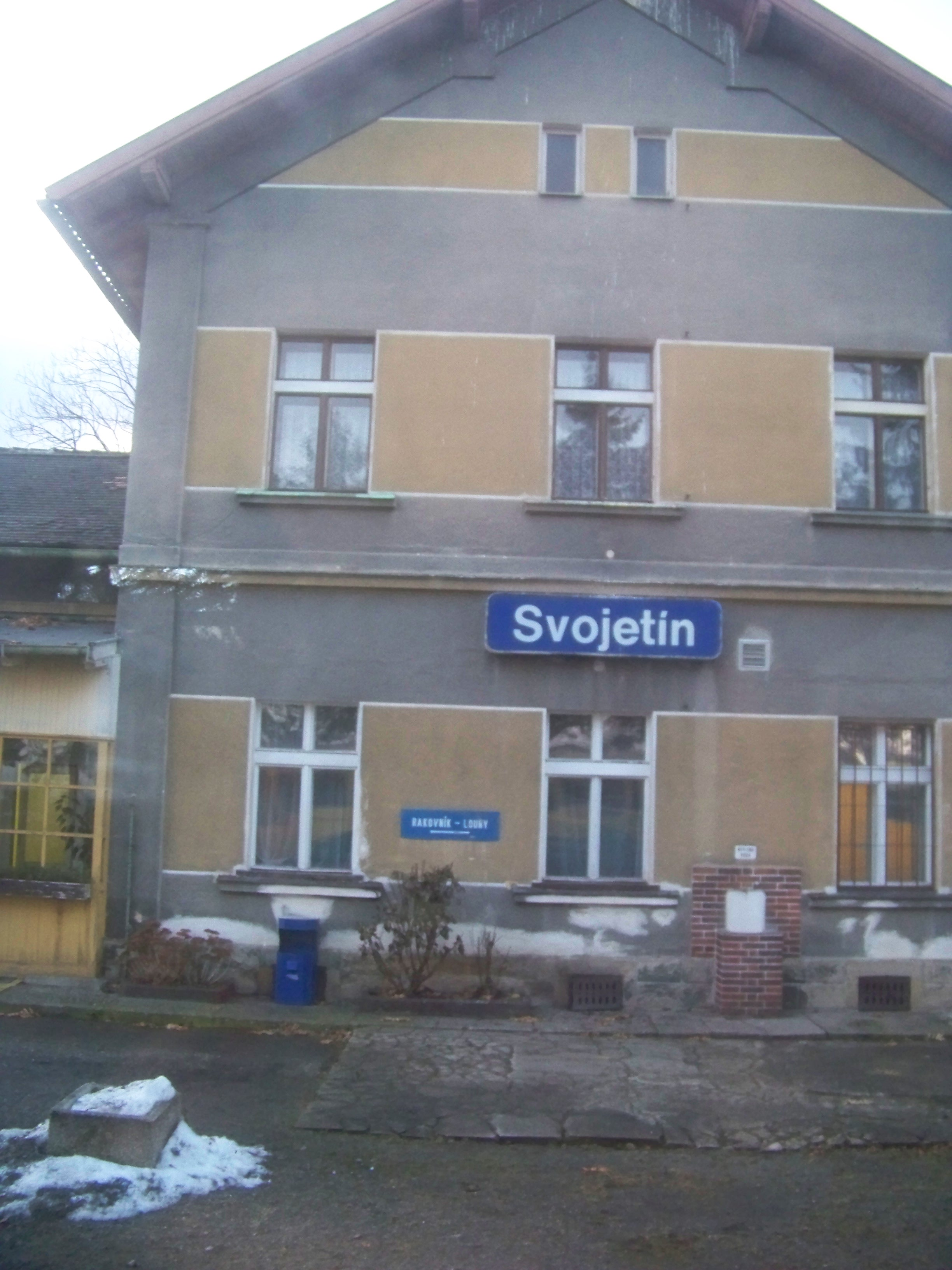
Svojetín
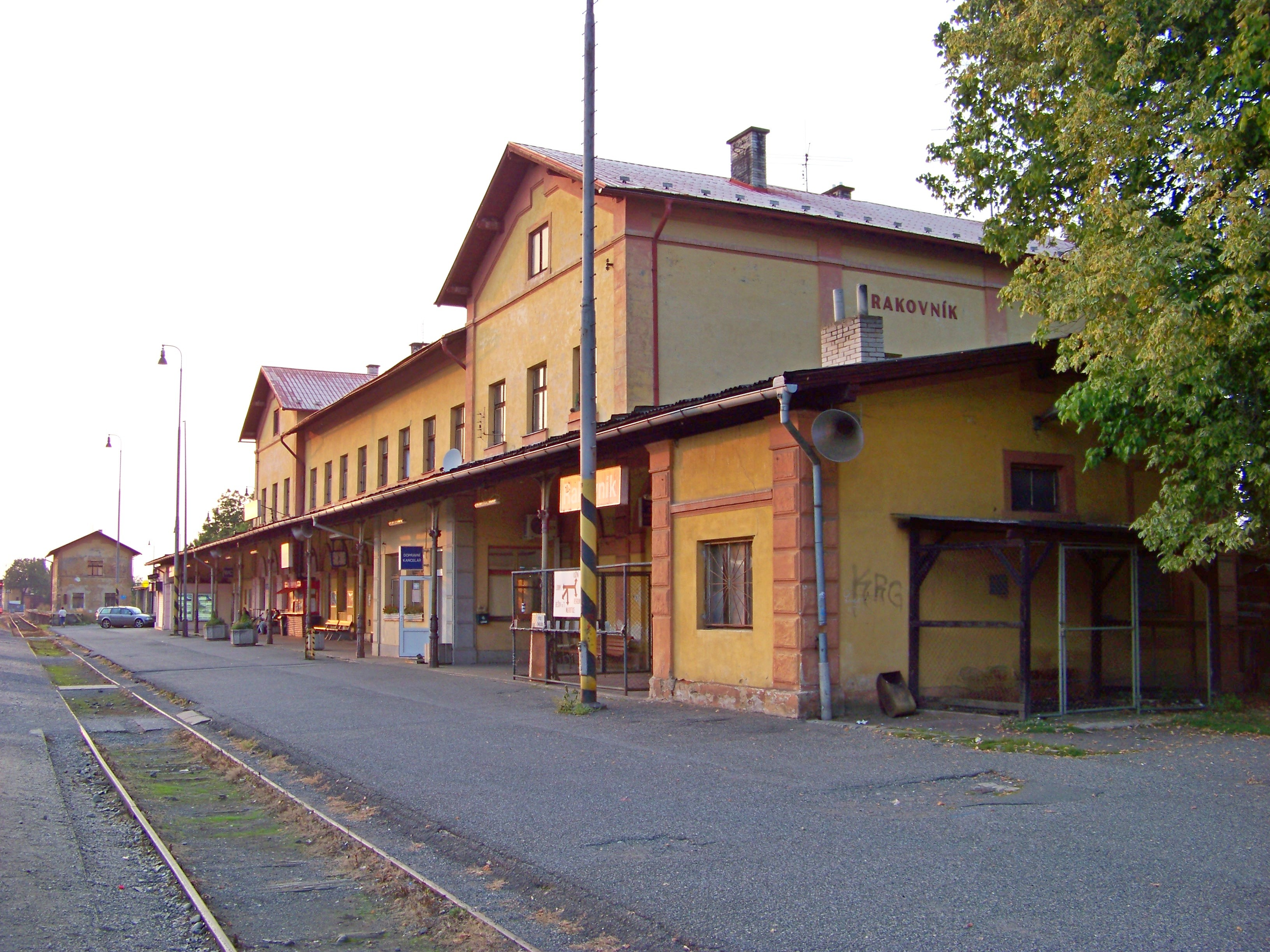
Rakovník

## Navazující tratě

### Louny
- Trať 110 Louny – Slaný – Kralupy nad Vltavou
- Trať 114 Postoloprty – Louny – Lovosice

### Rakovník
- Trať 120 Rakovník – Kladno – Praha
- Trať 161 Rakovník – Blatno u Jesenice – Bečov nad Teplou
- Trať 162 Rakovník – Kralovice u Rakovníka (– Mladotice)
- Trať 174 Rakovník – Beroun